# Lindernia parviflora
Lindernia parviflora är en tvåhjärtbladig växtart som först beskrevs av William Roxburgh, och fick sitt nu gällande namn av Henry Haselfoot Haines. Lindernia parviflora ingår i släktet Lindernia och familjen Linderniaceae. Inga underarter finns listade i Catalogue of Life.